# Wurzel-Jesse-Fenster (Beignon)

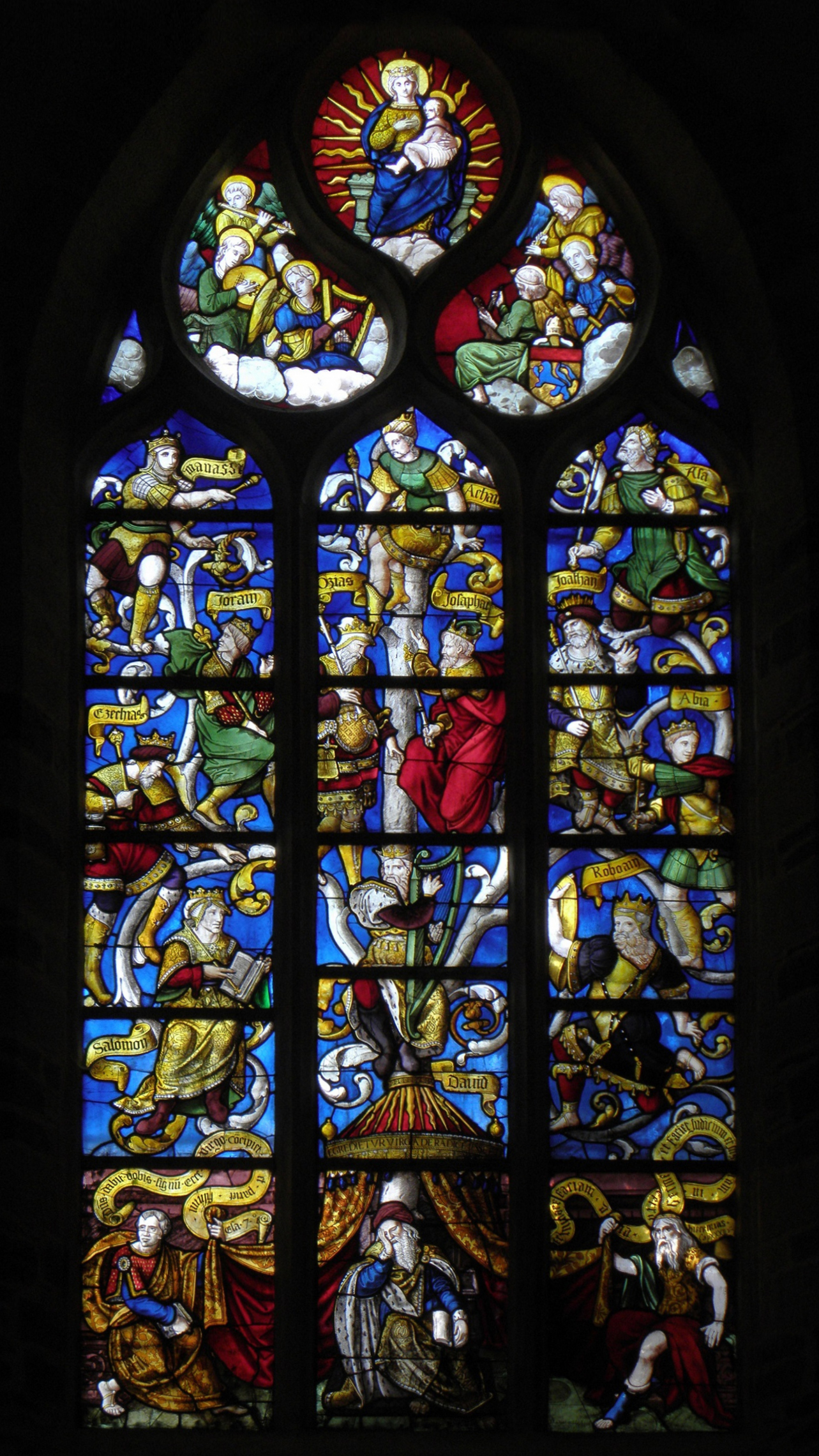
Wurzel-Jesse-Fenster in Beignon

Das Wurzel-Jesse-Fenster in der katholischen Kirche St-Pierre in Beignon, einer französischen Gemeinde im Département Morbihan in der Region Bretagne, wurde zwischen 1540 und 1550 geschaffen. Das Bleiglasfenster, vermutlich vom Bischof von Saint-Malo François Bohier (im Maßwerk ist rechts sein Wappen zu sehen) gestiftet, wurde 1912 als Monument historique in die Liste der geschützten Objekte (Base Palissy) in Frankreich aufgenommen.
Das circa sechs Meter hohe und zwei Meter breite Fenster im Chor wird der Werkstatt von Michel Bayonne in Rennes zugeschrieben. Es zeigt die Wurzel Jesse, ein weit verbreitetes Bildmotiv der christlichen Kunst des Mittelalters und der frühen Neuzeit. Es wird der Stammbaum Christi in Gestalt eines Baumes dargestellt, der aus der Figur Jesses herauswächst, dem Vater König Davids. Jesse wird schlafend gezeigt und als folgende Zweige des Baumes erscheinen David und weitere elf Könige Israels. Den Abschluss bildet die Darstellung Marias mit Kind (hier im Maßwerk zu sehen).
Unten rechts ist die Signatur LUSSON & LEFEVRE zu sehen. Antoine Lusson und Léon Lefèvre haben vor 1876 das Fenster restauriert und dabei Teile ergänzt.
Neben dem Wurzel-Jesse-Fenster ist noch das Passionsfenster aus der Zeit der Renaissance in der Kirche erhalten.

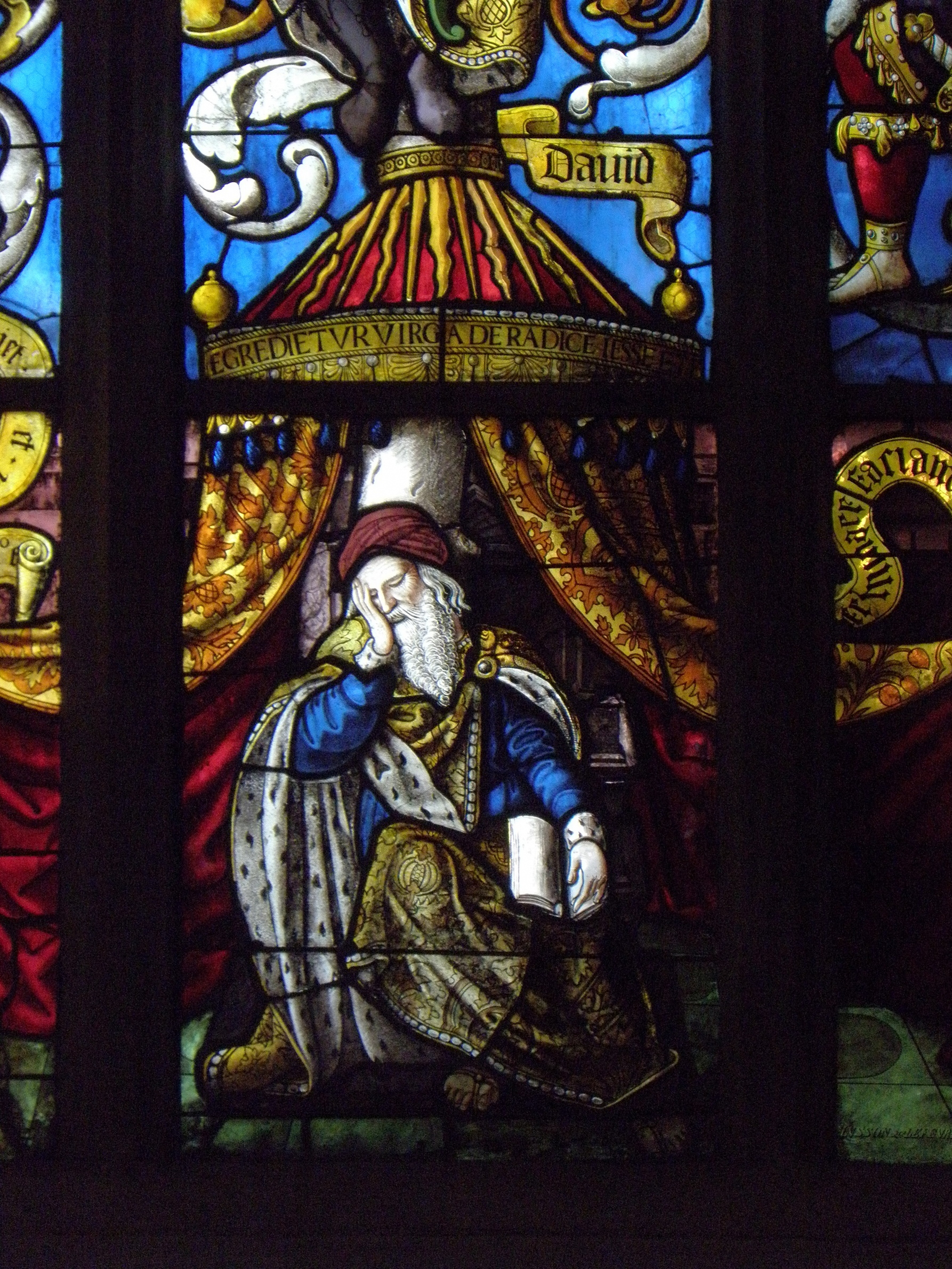
Jesse
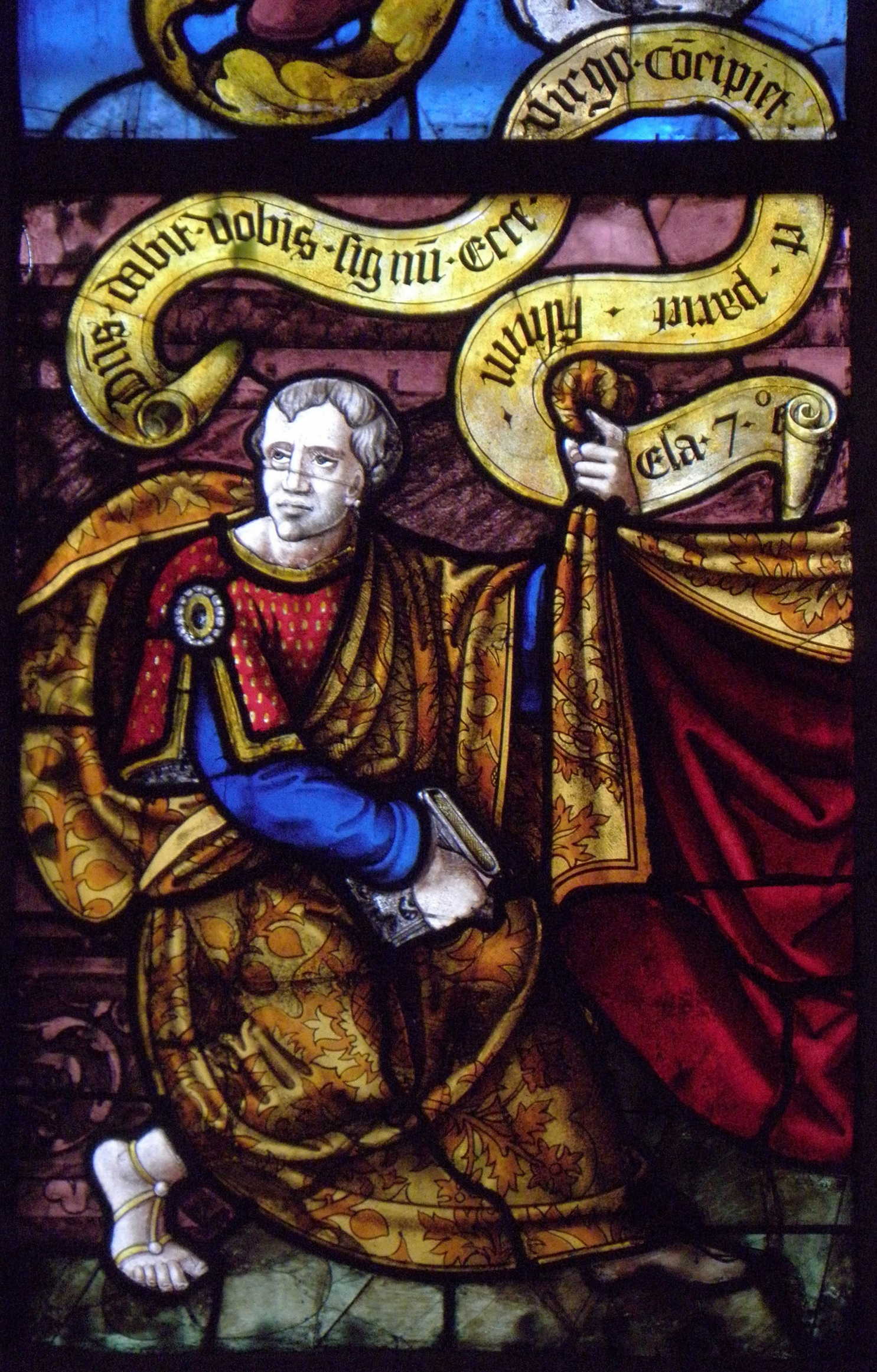
Ela
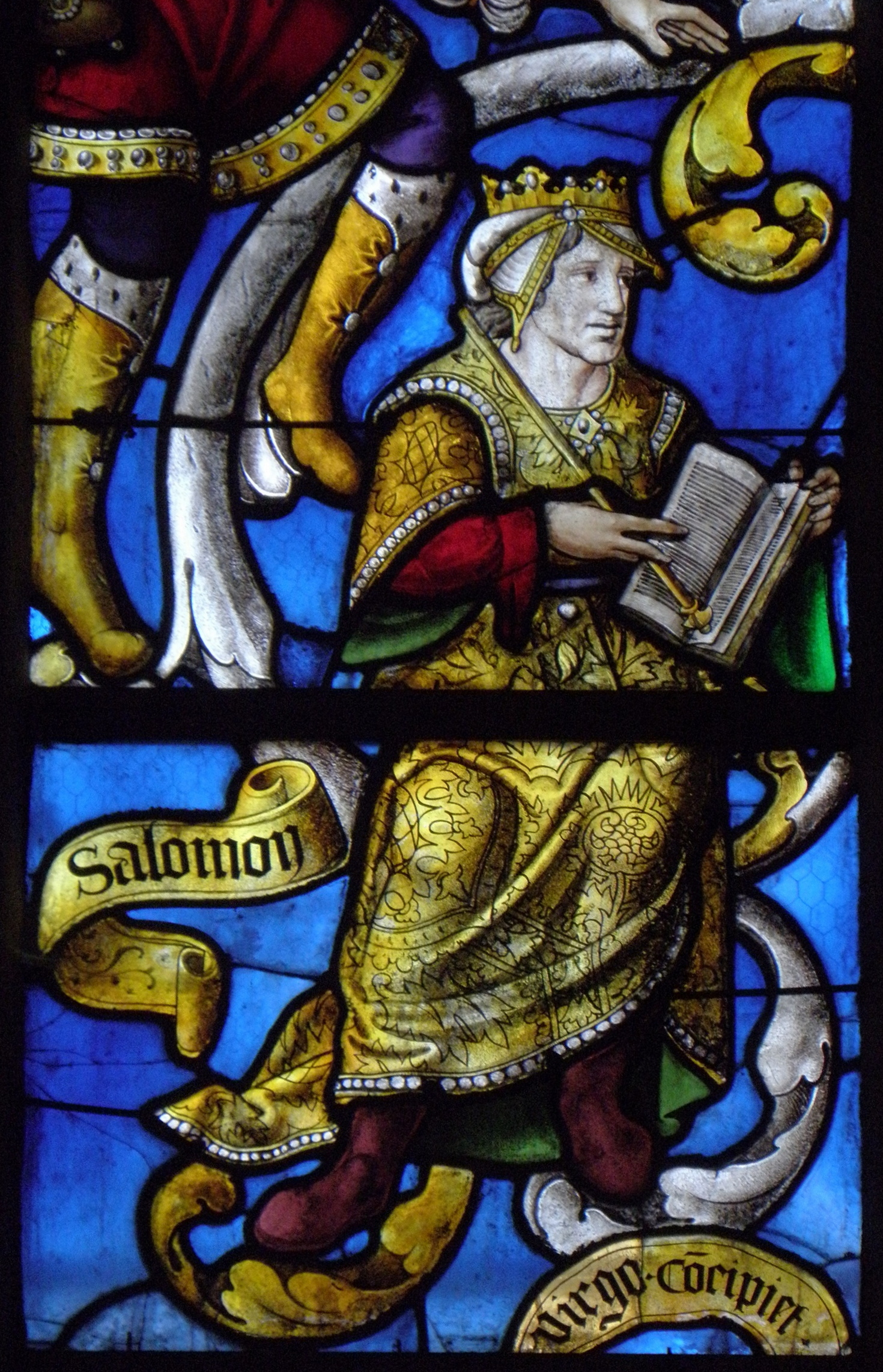
Salomon

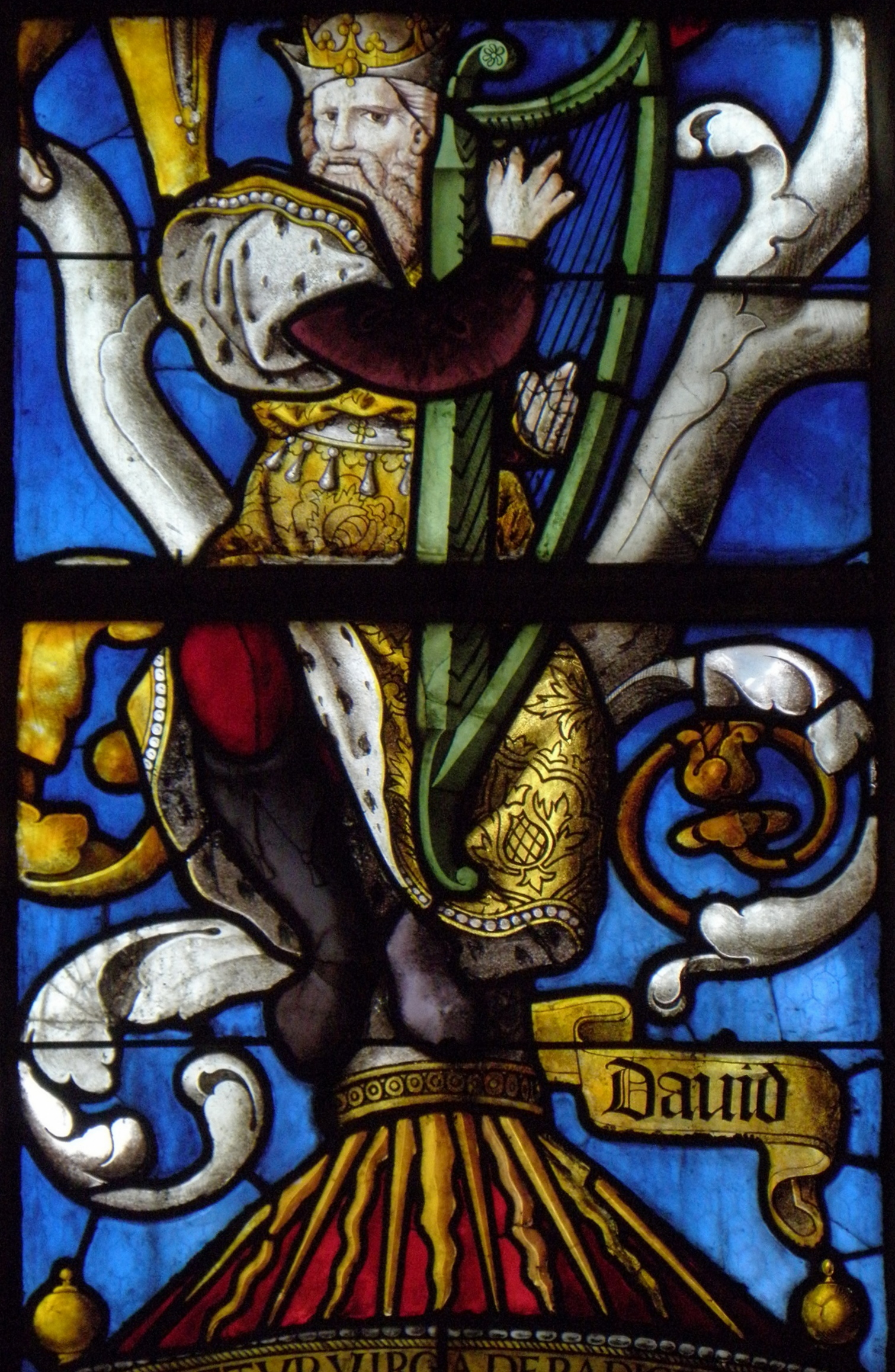
David mit Harfe
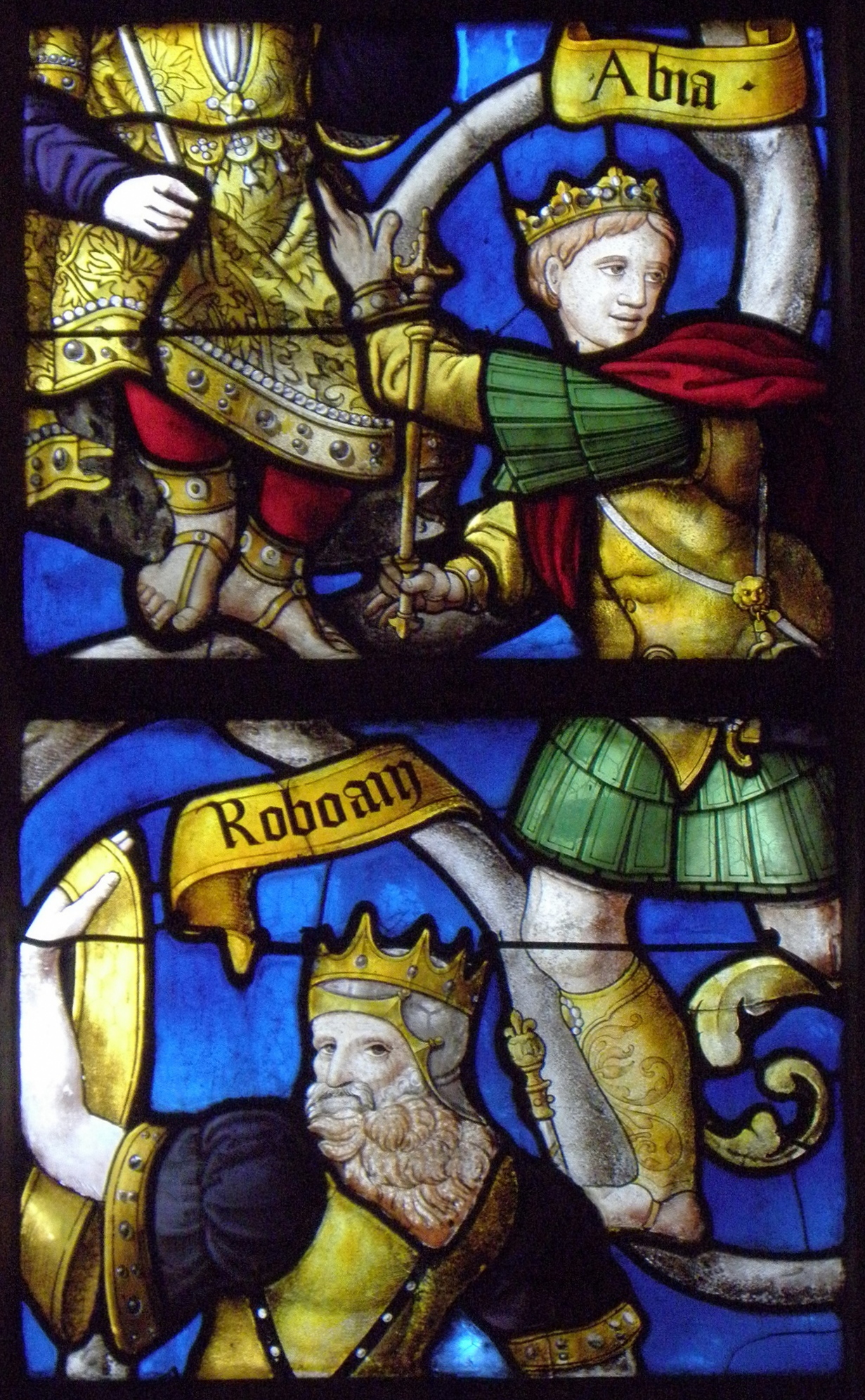
Abija und Rehabeam
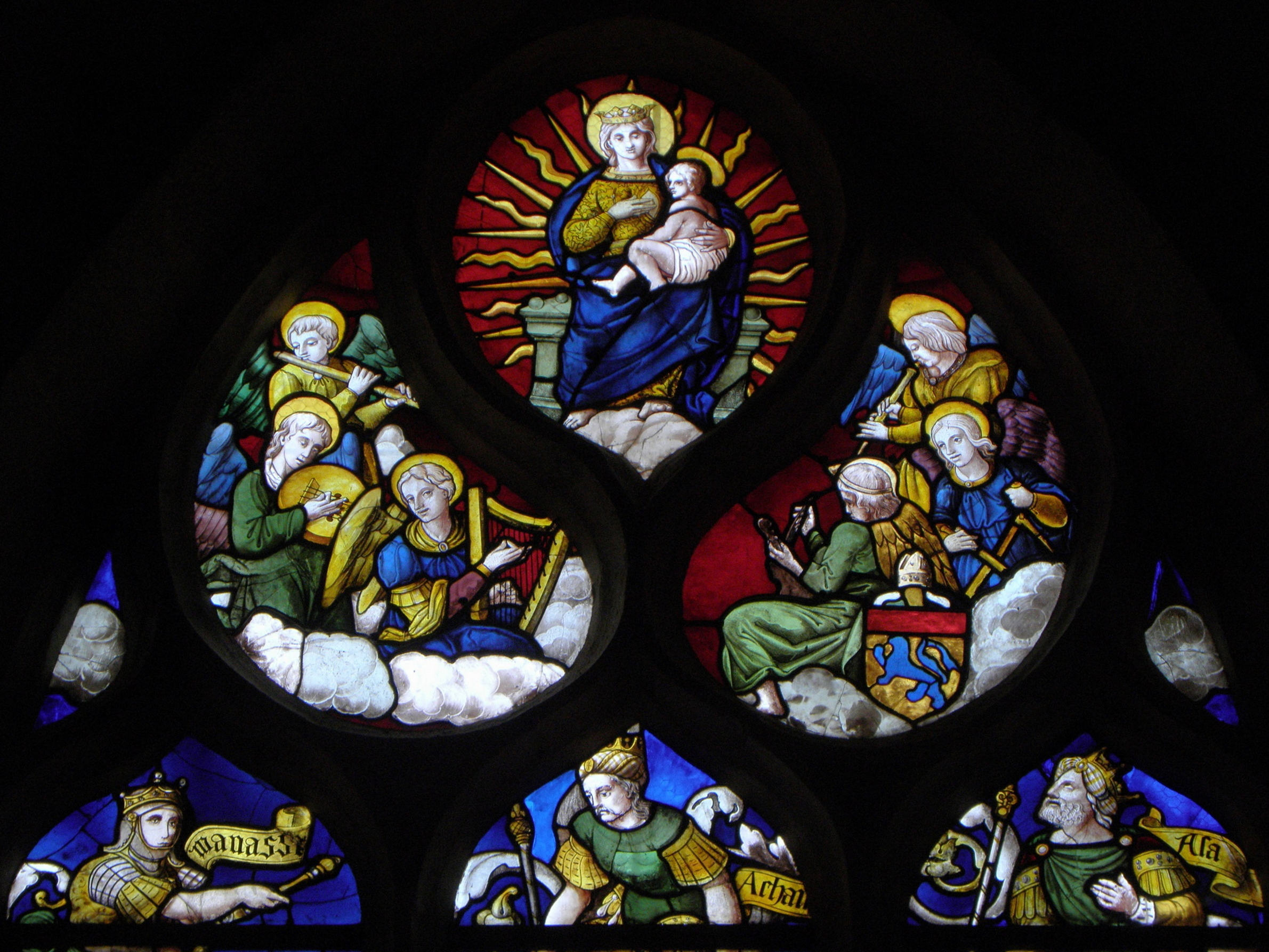
Maßwerk mit Madonna und Kind, dem Wappen des Bischofs von Saint-Malo François Bohier (1535–1567) und musizierenden Engeln